# Songhai

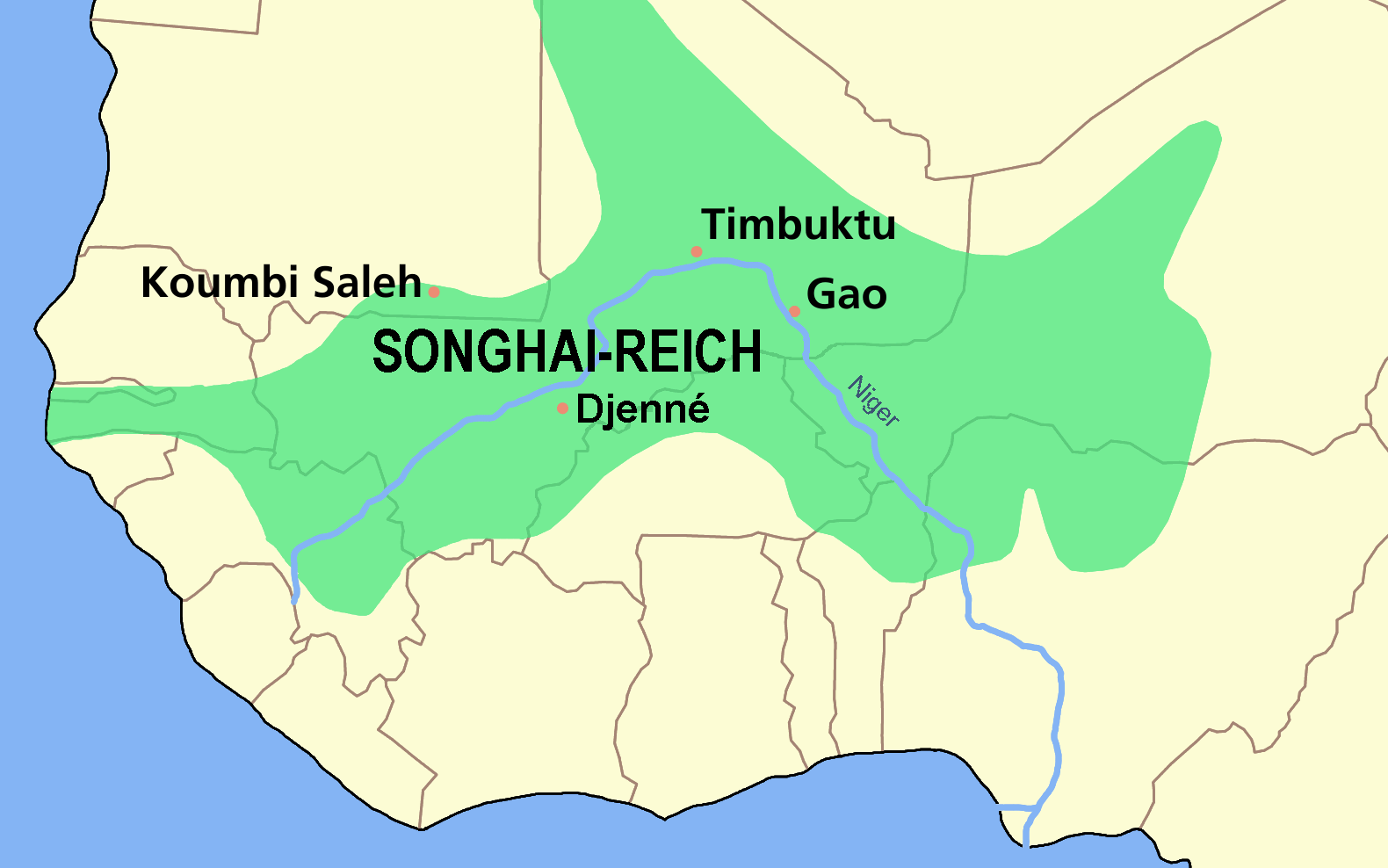
Ausdehnung des Songhai-Reiches

Songhai (gesprochen etwa son-rai mit nasalem -on und Zäpfchen-R) ist ein Volk und war ein gleichnamiges Königreich in Westafrika zwischen dem 15. und 17. Jahrhundert. Es lag vornehmlich auf dem Gebiet des heutigen Mali.
Die Songhai sind ein autochthones schwarzafrikanisches Volk, mit heute noch etwa 750.000 Angehörigen. Sie leben als Bauern (gabibi), Fischer (sorko) und Händler am Ufer des Niger. Ihre Dörfer, die sich von der nigerianischen Grenze bis zur Seen-Region westlich von Timbuktu erstrecken, bilden neben den alten Handelsstädten Gao, Timbuktu und Djenné die Hauptanziehungspunkte für heutige Mali-Reisende. Das gilt besonders für die Dörfer um Bandiagara nahe Mopti.
Die Sprache der Songhai, die ebenfalls Songhai genannt wird, ist in ihrer Klassifizierung bisher umstritten. Sie wird entweder verschiedenen Zweigen der Niger-Kongo-Sprachen zugeordnet oder aber zur Familie der Nilo-saharanischen Sprachen gezählt, deren Verwandtschaft aber überaus fraglich ist. Songhai wird in Mali, im nördlichen Burkina Faso und in Niger gesprochen, wo es nach Hausa die verbreitetste Sprache ist.
Die Geschichte des Songhaireiches wurde erstmals von dem deutschen Afrikaforscher Heinrich Barth erforscht und beschrieben, der vom September 1853 bis zum Frühjahr 1854 in Timbuktu die Möglichkeit hatte, ausführlich alte Handschriften auszuwerten. Dies ist der eigentliche Beginn der wissenschaftlichen Erforschung der afrikanischen Geschichte.

## Bekannte Songhai

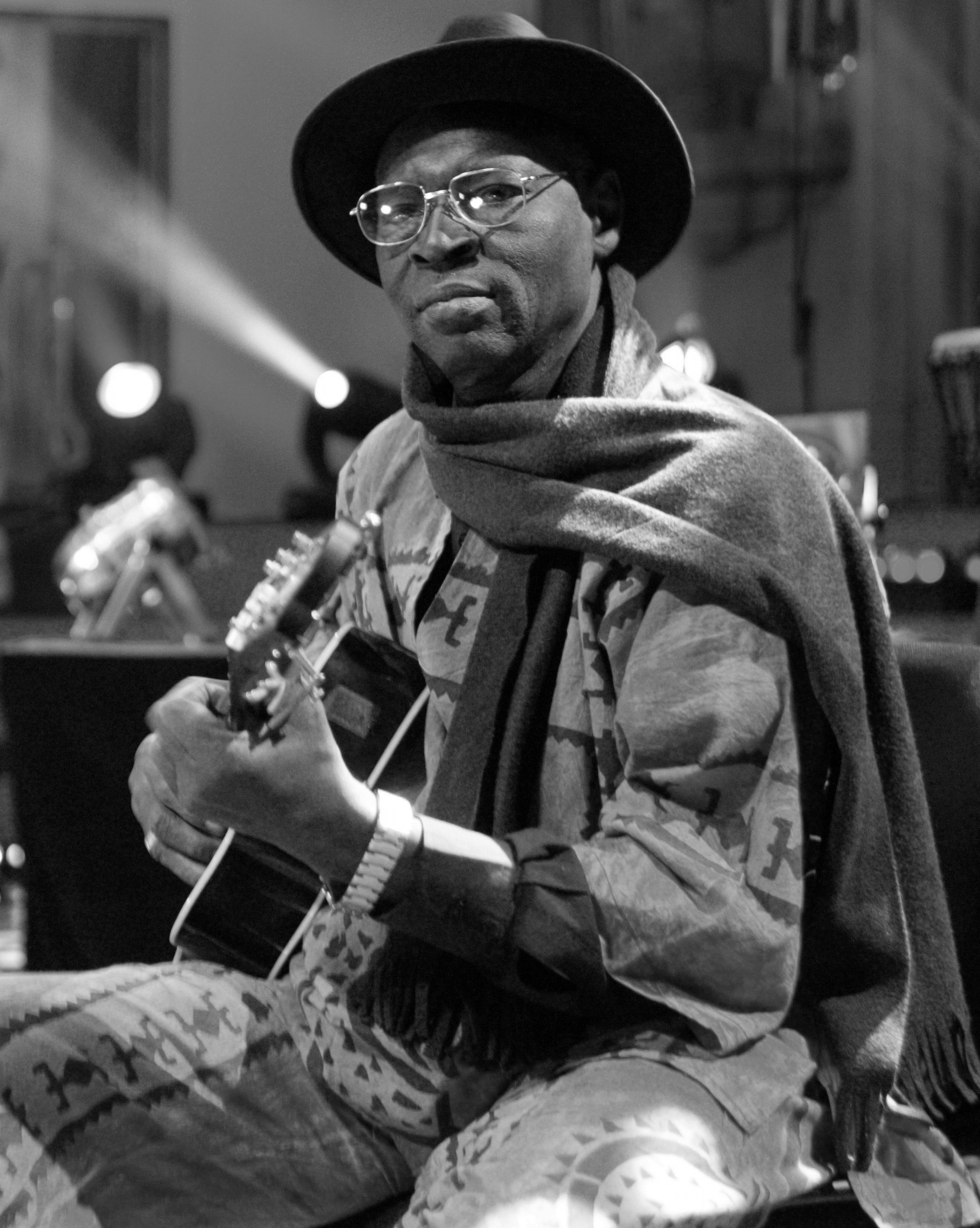
Ali Farka Touré

- Djéliba Badjé (1941–2018), nigrischer Erzähler
- Mohamadou Djibrilla Maïga (1908–1975), nigrischer Politiker
- Ali Farka Touré (1939–2006), malischer Musiker
- Vieux Farka Touré (* 1981), malischer Sänger und Gitarrist
- Yansambou Maïga Diamballa (1910–1976), nigrischer Politiker
- Boubé Zoumé (1951–1997), nigrischer Schriftsteller